# No Hay Igual
«No Hay Igual» (укр. «Немає рівних») — перший сингл канадсько-португальської співачки Неллі Фуртаду з альбому «Loose». Випущений 11 квітня 2006 року лейблом DreamWorks.

## Відеокліп
Кліп знятий 26 червня 2006 року в Сан-Хуані (Пуерто-Рико). На початку відео Фуртаду підходить до будинку, з балкону з якого звисає прапор Пуерто-Рико. Звідти виглядає Рене Перес з гурту Calle 13, згодом він спускається до неї. Внизу вони починають їсти морозиво, далі грають у більярд, далі танцюють. У кінці вони разом повертаються додому.

## Список композицій
1. «No Hay Igual»
2. «No Hay Igual» (інструментальна версія)

## Ремікси
- «No Hay Igual» (Club Mix)
- «No Hay Igual» (Sky Dog Remix)
- «No Hay Igual» (Unknown Remix)
- «No Hay Igual» (LOL Remix)
- «No Hay Igual» (DJ Karol Remix) — 4:11
- «No Hay Igual» (KS Remix) — 4:11
- «No Hay Igual» (Chilean Groover Dlub Mix) — 4:32
- «No Hay Igual» (Residente Calle 13 Remix)
- «No Hay Igual» (Original & Calle 13 Extended Mix) — 4:30
- «No Hay Igual» (album version) — 3:35
- «No Hay Igual» (instrumental version) — 3:35
- «No Hay Igual» (single instrumental version)
- «No Hay Igual» (extended radio edit) — 3:36
- «No Hay Igual» (leaked version)
- «No Hay Igual» (interlude) — 0:11
- «No Hay Igual» (vocal version; Residente Calle 13)
- «No Hay Igual» (radio version; Residente Calle 13) — 3:41
- «No Hay Igual» (instrumental version; Residente Calle 13)
- «No Hay Igual» (з Pharell Williams) — 3:26